# هیلی کییوکو
هیلی کییوکو  (به انگلیسی: Hayley Kiyoko Alcroft؛ زادهٔ ۳۱ ژوئیهٔ ۱۹۸۵) یک خواننده-ترانه‌پرداز، بازیگر و نویسندهٔ آمریکایی می‌باشد. وی از سال ۲۰۰۷ میلادی تاکنون مشغول فعالیت بوده‌است.
از برنامه‌های تلویزیونی که وی در آن نقش داشته است می‌توان به جادوگران محله ویورلی و شرط‌بندی اشاره کرد.